# Grentzbach
Le Grentzbach est une rivière qui coule dans le pays de Bitche en Moselle ainsi qu'en Alsace bossue dans le Bas-Rhin. C'est un affluent droit de l'Eichel et donc un sous-affluent du Rhin par la Sarre et la Moselle.
Différents noms lui sont attribués selon les localités qu'il traverse, dans l'ordre : ruisseau de Saint-Louis, Muehlgraben, Spielersbach et Thalbach.

## Hydronymie
On distingue différentes sections du Grentzbach, selon les affluents qu'il recueille :
- Ruisseau de Saint-Louis-lès-Bitche, de sa source à son confluent avec le Bebersbach dans l'étang du moulin de Saint-Louis ;
- Muehlgraben, « ruisseau du fossé du moulin », de son confluent avec le Bebersbach à son confluent avec le Birsbach (Heidenkirche) ;
- Spielersbach, de son confluent avec le Birsbach à son confluent avec le Mittelbach ;
- Thalbach, de son confluent avec le Mittelbach jusqu'à son confluent avec l'Eichel où il se jette.

On retrouve aussi d'autres hydronymes dont les sections ne sont pas officiellement établies :
- Saegemuehlbach, « ruisseau de la scierie », de son confluent avec le Klabach jusqu'au confluent avec le ruisseau de Meisenthal[3].
- Hullenmattbach, après son confluent avec le ruisseau de Meisenthal, sur l'ancien ban d'Eidenheim, au nord de la Pauluskapelle.
- Saumatt, dans la vallée au nord de l'écart de Speckbronn, avant son confluent avec le ruisseau du même nom[4].
- Muehlbach, « ruisseau du moulin », au niveau du moulin de Ratzwiller[2].

## Géographie
Le Grentzbach prend sa source au nord de la commune de Goetzenbruck, à 348 m d'altitude. 
Il coule vers l'ouest et traverse le village de Saint-Louis-lès-Bitche. À la sortie du village, il alimente l'étang du moulin de Saint-Louis et recueille les eaux du Bebersbach. Il marque ensuite la frontière entre les communes de Montbronn et de Meisenthal dans la vallée du Rehthal, puis de Montbronn et Soucht et finalement de Rahling et Soucht. Il traverse la frontière alsacienne à la sortie de l'écart de Speckbronn, dont il recueille le ruisseau. Il longe ensuite la vallée de Ratzwiller, où il recueille le Birsbach, avant d'arriver sur Waldhambach et Diemeringen, où il rejoint l'Eichel en rive droite, à 227 m d'altitude,,.

### Communes et cantons traversés
- Moselle : Goetzenbruck, Saint-Louis-lès-Bitche, Montbronn, Meisenthal, Soucht et Rahling ;
- Bas-Rhin : Butten, Ratzwiller, Waldhambach et Diemeringen[1],[Note 1],[Note 2].

## Affluents
- Klabach
- Langbach ou Langlach
- Bebersbach
- Ruisseau de Meisenthal
- Wasbaechel ou ruisseau le Kleinhardt
- Wasserbach ou ruisseau le Grosshardt
- Speckbronnbach[3]
- Birsbach[Note 3]
- Mittelbach[1],[Note 1],[Note 2]